# Złoty Fryderyk
Złoty Fryderyk – polska nagroda muzyczna, przyznawana od 2000 roku przez Związek Producentów Audio-Video w ramach Fryderyków, odrębnie w trzech sekcjach: muzyki rozrywkowej, jazzowej i klasycznej. Honoruje całokształt działalności muzycznej i jest jedyną kategorią pozakonkursową plebiscytu. Za wybór laureatów odpowiedzialna jest Rada Akademii Fonograficznej. Jest to jedyna kategoria Fryderyków, w której statuetka jest dodatkowo pozłacana.

## Laureaci w sekcji muzyki rozrywkowej
| Rok  | Zdjęcie                   | Laureat            | Źr.    |
| ---- | ------------------------- | ------------------ | ------ |
| 2001 |                           | Marek Grechuta     | [ 2 ]  |
| 2002 |                           | Czesław Niemen     | [ 3 ]  |
| 2003 |                           | Tadeusz Nalepa     | [ 4 ]  |
| 2003 | Jacek Kaczmarski          |                    | [ 4 ]  |
| 2006 |                           | Irena Santor       | [ 5 ]  |
| 2009 |                           | Jerzy Połomski     | [ 6 ]  |
| 2010 |                           | Ewa Demarczyk      | [ 7 ]  |
| 2011 |                           | Wojciech Młynarski | [ 8 ]  |
| 2012 |                           | Marek Karewicz     | [ 9 ]  |
| 2013 |                           | Józef Skrzek       | [ 10 ] |
| 2014 |                           | Marek Jackowski    | [ 11 ] |
| 2015 |                           | Lech Janerka       | [ 12 ] |
| 2016 |                           | Kora               | [ 13 ] |
| 2017 |                           | Dżem               | [ 14 ] |
| 2018 |                           | Zbigniew Wodecki   | [ 15 ] |
| 2019 |                           | Robert Brylewski   | [ 16 ] |
| 2019 | Skaldowie                 |                    | [ 16 ] |
| 2020 |                           | Tomasz Lipiński    | [ 17 ] |
| 2020 | Perfect                   |                    | [ 17 ] |
| 2021 |                           | Krzysztof Krawczyk | [ 18 ] |
| 2022 |                           | Republika          | [ 19 ] |
| 2022 | Jacek „Budyń” Szymkiewicz |                    | [ 19 ] |
| 2023 |                           | Andrzej Korzyński  | [ 20 ] |
| 2024 |                           | Martyna Jakubowicz | [ 21 ] |
| 2024 | DJ 600V                   |                    | [ 21 ] |
| 2025 |                           | Beata Kozidrak     | [ 22 ] |
| 2025 | Wojciech Trzciński        |                    | [ 22 ] |

Przed Fryderykami 2008 Akademia Fonograficzna zadecydowała o przyznaniu Złotego Fryderyka Maryli Rodowicz. Artystka odmówiła przyjęcia go, wyrażając „dezaprobatę zarówno wobec kryteriów, jakimi kieruje się kapituła nagrody, jak i wobec samego składu tejże kapituły”.

## Laureaci w sekcji muzyki jazzowej
| Rok  | Zdjęcie | Laureat                     | Źr.    |
| ---- | ------- | --------------------------- | ------ |
| 2005 |         | Andrzej Kurylewicz          | [ 24 ] |
| 2006 |         | Jan Ptaszyn Wróblewski      | [ 5 ]  |
| 2008 |         | Jerzy „Duduś” Matuszkiewicz | [ 25 ] |
| 2009 |         | Zbigniew Namysłowski        | [ 6 ]  |
| 2010 |         | Wojciech Karolak            | [ 7 ]  |
| 2011 |         | Włodzimierz Nahorny         | [ 8 ]  |
| 2012 |         | Tomasz Stańko               | [ 9 ]  |
| 2013 |         | Tomasz Szukalski            | [ 10 ] |
| 2014 |         | Jarosław Śmietana           | [ 11 ] |
| 2015 |         | Janusz Muniak               | [ 12 ] |
| 2016 |         | Michał Urbaniak             | [ 13 ] |
| 2017 |         | Urszula Dudziak             | [ 14 ] |
| 2018 |         | Andrzej Dąbrowski           | [ 15 ] |
| 2019 |         | Wanda Warska                | [ 16 ] |
| 2020 |         | Czesław Bartkowski          | [ 17 ] |
| 2021 |         | Adam Makowicz               | [ 18 ] |
| 2022 |         | Henryk Miśkiewicz           | [ 19 ] |
| 2023 |         | Ewa Bem                     | [ 20 ] |
| 2024 |         | Kazimierz Jonkisz           | [ 21 ] |
| 2025 |         | Walk Away                   | [ 22 ] |

## Laureaci w sekcji muzyki klasycznej
| Rok  | Zdjęcie              | Laureat                 | Źr.    |
| ---- | -------------------- | ----------------------- | ------ |
| 1999 |                      | Krystian Zimerman       | [ 26 ] |
| 2000 |                      | Władysław Szpilman      | [ 27 ] |
| 2005 |                      | Antoni Wit              | [ 24 ] |
| 2008 |                      | Ewa Michnik             | [ 25 ] |
| 2009 |                      | Henryk Mikołaj Górecki  | [ 6 ]  |
| 2009 | Krzysztof Penderecki |                         | [ 6 ]  |
| 2011 |                      | Jerzy Maksymiuk         | [ 8 ]  |
| 2012 |                      | Wojciech Kilar          | [ 9 ]  |
| 2013 |                      | Jan Ekier               | [ 10 ] |
| 2014 |                      | Konstanty Andrzej Kulka | [ 11 ] |
| 2015 |                      | Kazimierz Kord          | [ 12 ] |
| 2016 |                      | Bernard Ładysz          | [ 13 ] |
| 2017 |                      | Piotr Paleczny          | [ 14 ] |
| 2018 |                      | Agnieszka Duczmal       | [ 15 ] |
| 2019 |                      | Jacek Kaspszyk          | [ 16 ] |
| 2020 |                      | Krzysztof Jakowicz      | [ 17 ] |
| 2021 |                      | Jan Łukaszewski         | [ 18 ] |
| 2021 | Jadwiga Rappé        |                         | [ 18 ] |
| 2022 |                      | Stanisław Gałoński      | [ 28 ] |
| 2022 | Janusz Olejniczak    |                         | [ 28 ] |
| 2023 |                      | Tadeusz Strugała        | [ 20 ] |
| 2024 |                      | Krzysztof Meyer         | [ 21 ] |
| 2025 |                      | Joachim Grubich         | [ 22 ] |